# Jean-François Regali
Jean-François Regali, né le 2 avril 1964 à Genève en Suisse, est un joueur professionnel de hockey sur glace. Il est le fils de Jean Regali.

## Carrière de joueur
Jean-François Regali effectue toute sa carrière au Genève-Servette, excepté la saison 1986-1987 qu'il joue au HC Sierre.
Le 22 février 2013, le Genève-Servette retire[pas clair] le maillot 24, numéro porté par le joueur durant sa carrière.